# Grand Barachois
Pour les articles homonymes, voir Barachois.
Le Grand Barachois est la plus grande lagune de l'archipel de Saint-Pierre-et-Miquelon.

## Géographie
Il est situé au nord de l'isthme de Miquelon-Langlade et couvre environ neuf kilomètres carrés pour une profondeur d'environ cinq mètres.
Si au sud-est, le « goulet de Langlade » permet à la lagune de communiquer avec l'océan Atlantique, à l'ouest « Les Buttereaux » l'isole de celui-ci, tandis qu'au nord, le Grand Barachois est bordé par Grande Miquelon près de laquelle se trouve l'île aux Chevaux.

## Toponymie
Le terme « barachois » est utilisé dans certaines parties du monde francophone pour décrire une lagune ou un lagon côtier séparé de l'océan par un banc de sable, l'eau salée pouvant entrer dans cette lagune à marée haute.